# Неккар
Не́ккар (нім. Neckar) — річка в Німеччині, в федеральній землі Баден-Вюртемберг. Протяжність 367 км, площа басейну 14 000 км². Впадає в Рейн в районі Мангайма (одна з головних приток). Узбережжя Неккару густо заселене, вздовж  річки розташовані десяток великих міст.

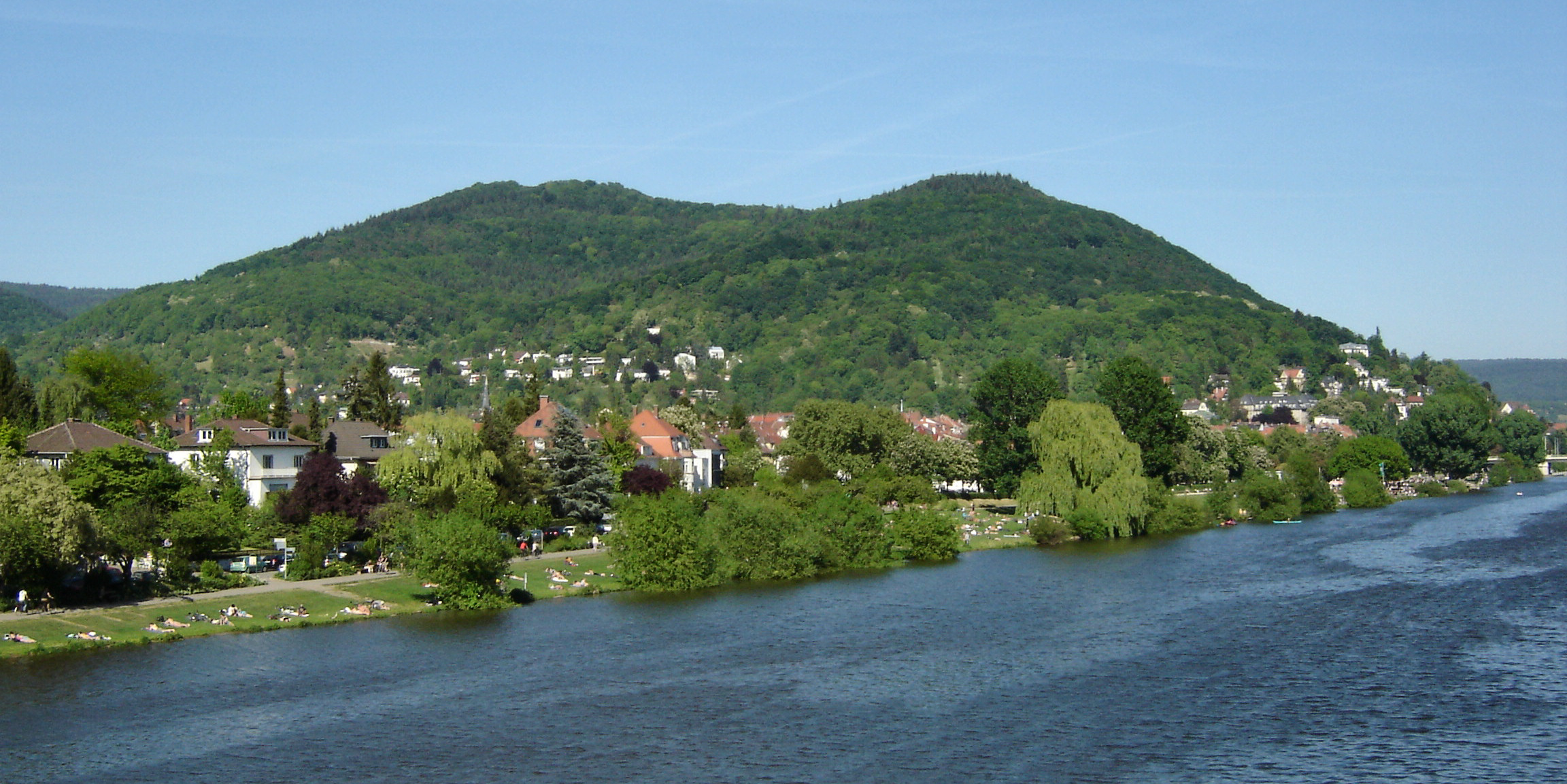
Вид на гору Гайліґенберґ з ріки Неккар

Бере початок на схилах Шварцвальду і Швабського Альбу, протікає переважно в вузькій, місцями каньйоноподібній місцевості; сильно меандрує. Середній стік в гирлі 130 м³/сек, максимальний стік — в лютому—березні. У суворі зими замерзає. Судноплавний до м. Плохінген (203 км), на значній відстані Неккар каналізований і шлюзований. 
Назва Неккар кельтського походження й означає «буйна вода». Розвиток ім’я почався в дохристиянські часи з назви Nikros, від праєвропейського nik — «кидатись», яке через Nicarus і Neccarus стало Necker, а потім сучасним Neckar.
Витік Неккару розміщується в природоохоронній зоні «Schwenninger Moos» («Швеннингське болото») біля міста Філлінген-Швеннінген у Шварцвальді. Річка судноплавна від Мангайма до Плохінгена. Недалеко від витоку Неккару розташований також витік Дунаю.
Вздовж річки розташовано 27 шлюзів.

## Порти
- Мангайм
- Гайльбронн
- Штутгарт
- Плохінген

## Інші міста
- Філлінген-Швеннінген
- Ротвайль
- Тюбінген
- Есслінген-на-Неккарі
- Гайдельберг